# Fondation pour la recherche sur le laogaï
Pour les articles homonymes, voir LRF.
La Fondation pour la recherche sur le laogaï ou Laogai Research Foundation (LRF) est une organisation non gouvernementale de défense des droits et des libertés basée à Washington aux États-Unis.

## Historique
La Fondation pour la recherche sur le laogaï est créée par Harry Wu en 1992,,.
En 1994, le gouvernement chinois remplace le terme laogaï par jianyu (prison) pour désigner ses centres de travaux forcés.

## Financement
La fondation est partiellement financée entre 1992 et 2009 par la NED,.

## Activités
La Fondation pour la recherche sur le laogaï enquête sur les crimes et les violations des droits humains commis dans les Laogai, les camps de camps de concentration créé par Mao Zedong et utilisant les prisonniers politiques et de droit commun dans le cadre de travaux forcés qualifiés par la LRF et des témoignages de détenus de travail d'esclaves,. Le directeur de la Fondation, Harry Wu, a passé 19 ans dans les Laogai pour avoir critiqué l’invasion de la Hongrie par l’Union soviétique,.
La LRF estime que 4 à 6 millions de personnes seraient emprisonnées dans des laogaïs (2 à 8 millions selon d'autres estimations), que plus de 50 millions de prisonniers ont été incarcérés dans les laogaïs depuis l'arrivée de Mao Zedong au pouvoir en 1949, et que 20 millions d'hommes et de femmes y sont morts (froid, faim, maladie, fatigue, exécutions sommaires, etc.),.
La LRF a recensé plus de 1 000 camps de laogaï, dont les produits sont exportés dans plusieurs douzaines de pays,.
la LRF gère le musée Laogai à Washington.